# 内海光司
内海 光司（うちうみ こうじ、1968年〈昭和43年〉1月11日 - ）は、日本の俳優、歌手、タレント。男性アイドルグループ・光GENJI（光GENJI SUPER 5）の元メンバーであり、現在は同じ光GENJIのメンバーである佐藤アツヒロと共に新ユニット『U&S』として活動中。主な愛称はキノッピー、うっちー（佐藤アツヒロが命名、二人の年齢差を感じさせない為に作ったニックネーム）である。東京都荒川区出身。血液型はA型。STARTO ENTERTAINMENT所属。

## 来歴
1981年12月、中学2年生の時に友達とジャニーズファミリークラブに遊びに行った際にスカウトされ、正式なオーディションを経ぬ形でジャニーズ事務所へと入所する。
その翌年に結成されたジャニーズJr.内グループ・イーグルスの一員として、1983年3月25日にレコードデビューを果たす。イーグルスが1985年頃に自然消滅してからは、同グループのメンバーだった大沢樹生とともにユニット「光」のメンバーとなり、後に諸星和己らが属する「GENJI」と合体、アイドルグループ・光GENJIとして、1987年8月19日に『STAR LIGHT』で再レコードデビュー。
1995年9月3日の光GENJI SUPER 5（前年8月にグループ名を変更）解散を機にソロ活動を開始し、かねてよりアイドル活動と並行して行っていた俳優業に軸足を移す。近年では活動の幅を舞台にも広げており、アガサ・クリスティ原作『マウストラップ 〜ねずみとり〜』には2003年の初演から参加し、以降も再演・再々演を含め100ステージ以上に出演。また日本香堂が毎年5月に開催している「ご愛用者謝恩観劇会」の舞台にも、2016年より隔年で出演している（2020年は開催中止）。
光GENJIのメンバーのうち、現在でも同事務所に所属しているのは、リーダーであった内海と佐藤アツヒロの2名のみである。アツヒロとは異なり、『ジャニーズカウントダウンライブ』に一度も出演していないなど一線を画した活動をしてきたが、2011年4月に行われた東京・代々木第一体育館前広場での東日本大震災支援プロジェクト『Marching J』の募金活動には参加している。
2016年8月5日、ブログ『HAPPY LUCKY KINOPPY』を開設。また、料理が得意であり、2017年7月1日からは、ブログ『HAPPY LUCKY COOKING』を開設し、オリジナルレシピを掲載している。
2020年12月には佐藤アツヒロと共に、大阪と東京で計8公演のクリスマスイベントを行っている。また、2021年6月9日放送の『有吉の壁』（日本テレビ）にアツヒロと共に出演し、2人で『ガラスの十代』を歌唱した（TVでは解散以来初めて）。その後、2022年3月30日、内海光司・佐藤アツヒロ2人が初MCのバラエティ番組『こんなところでキャンパーズ!』がスタート。そして、2022年8月19日の光GENJIがデビューした35周年の日に佐藤アツヒロとユニット名『U&S』を発表し、イベント『U&S LOVE TOUR 2022-2023』などで新曲『UpdateS』を披露する。
その後、U&Sでの活動において、『霜降り明星のゴールデン☆80'S』（2022年5月21日・12月25日放送）を皮切りに、『Love music』（2023年1月15日放送）『日テレ系音楽の祭典 Premium Music 2023』（2023年3月22日放送）『ザ少年倶楽部』（2023年5月5日放送）『テレ東音楽祭2023夏』（2023年6月28日放送）など、音楽番組に出演する機会が増えている。
2023年8月18日には『内海光司と佐藤アツヒロのオールナイトニッポンGOLD』にてU&Sの楽曲、『UpdateS』の配信リリースが発表された。

## 人物
- 苗字「内海」の読みは全国一般的な「うつみ」ではなく「うちうみ」である。
  - デビュー当初は「うつみ」と読み間違えられやすかったうえ、光GENJIブームを知らない世代からも度々「うつみ」と読み間違えられやすい。
- 光GENJIでのイメージカラーは青。また、グループでは最年長のメンバーでもあった。2010年4月23日の『夕刊フジ』にて、光GENJI時代を振り返り「あの時期があるから今の僕がある。楽しいことのほうが多かった」と語っている。
- 2025年現在、STARTO ENTERTAINMENT所属タレントで最年長である。
- 祖父の影響で小学生のころから剣道を始める。特技はスノーボード。
- 主人公の名前が「こうじ」と自分と同じであるために、幼少期は『マジンガーZ』の大ファンだった。また『機動戦士ガンダム』のファンでもあり、『TVタイムマシン』に出演した際に自作のガンプラを披露したことがある。この他にも『仮面ライダーシリーズ』のファンでもあり、幼少期は年がら年中ライダーごっこに明け暮れたと言う。雑誌Myojoでは仮面ライダーBLACK RXとも共演した。更には1993年に開催された光単独ディナーショーのMCで、同日に開催されていた仮面ライダーショーにも触れていた。
- 野球好きであり、読売ジャイアンツのファンである。少年時代に、巨人の長嶋茂雄選手に手紙を書いて、返事をもらったことがある[13]。
- 中学1年生の時にバック転ができるようになった[14]。
- スポーツカー好きとしても知られ、歴代の愛車はいすゞ・ピアッツァネロ、日産・スカイラインGT−R(BNR32)、 メルセデス・ベンツ SLK230 コンプレッサー、フェラーリ・F355、 メルセデス・ベンツ C200 ブルーエフィシェンシー アバンギャルドの5台となる[15]。
- 光GENJI卒業後もローラースケートの練習をしていた。トレーニングの為だったがローラースケートの練習に来ていた佐藤アツヒロとスケート場で会うこともあり、これがU&S結成のきっかけの一つとなった[16]。
- 漫画『ちびまる子ちゃん』を全巻所有している[17]。また、作中に名前が登場したこともある[18]。

## 参加ユニット
- ジャPAニーズ・ジュニア
- イーグルス
- Mr.ミュージック
- 光GENJI
  - AKIRA & KOHJI
  - 光GENJI SUPER 5
- 少年御三家
- U&S

## 作品

### ソロ曲
- 君を探して  -『Cool Summer』収録
- MOON LIGHT GIRL  -『Pocket Album -7つの星-』収録
- 明日はもっと素敵な君がいる  -『Pocket Album -7つの星-』収録
- 2 OUT FULLBASE  -『HEART'N HEARTS』収録

- LONELY FUGITIVE -終わりなき疾走-  -『See You Again』収録

### 楽曲制作

#### 作詞・作曲
- 明日はもっと素敵な君がいる（ソロ曲）  -『Pocket Album -7つの星-』収録

#### 作詞
- 君を探して（ソロ曲）  -『Cool Summer』収録
- MOON LIGHT GIRL（ソロ曲）  -『Pocket Album -7つの星-』収録
- 傷ついた世代（光GENJI）  -『WELCOME』収録
- 2 OUT FULLBASE（ソロ曲）  -『HEART'N HEARTS』収録
- Dancing Love（光）  -『FOREVER YOURS』収録

## 出演

### テレビドラマ
- 日本テレビ開局30周年記念ミュージカル・ドラマ「夏の王様」（1982年10月6日、日本テレビ） - ウィズの子どもたち 役
- 月曜ドラマランド「どっきり双子先生・乙女学園男子部シリーズ」（1983年 - 1984年、フジテレビ） - 生徒 役
  - どっきり双子先生・乙女学園男子部1（1983年11月14日）
  - どっきり双子先生・乙女学園男子部2（1983年11月21日）
  - どっきり双子先生・乙女学園男子部3（1983年12月5日）
  - どっきり双子先生・乙女学園男子部4（1984年1月30日）
  - どっきり双子先生・乙女学園男子部5（1984年2月6日）
  - どっきり双子先生・乙女学園男子部6（1984年2月20日）
  - どっきり双子先生・乙女学園男子部7（1984年3月5日）
  - どっきり双子先生・乙女学園男子部8（1984年3月19日）
- 月曜ドラマランド「乙女学園すみれ寮シリーズ」（1984年、フジテレビ） - 生徒 役
  - 乙女学園すみれ寮1（1984年4月23日）
  - 乙女学園すみれ寮2（1984年7月2日）
  - 乙女学園すみれ寮3（1984年8月6日）
  - 乙女学園すみれ寮4（1984年9月10日）
- 金曜日の妻たちへII〜男たちよ、元気かい?（1984年7月6日 - 10月5日、TBS） - 川久保公一 役
- 気になるあいつ（1985年8月3日 - 12月28日、日本テレビ） - 南郷 役
- 新・熱中時代宣言（1986年4月5日 - 8月16日、日本テレビ） - 矢吹純 役
- 桃色学園都市宣言 - St.月桂寺HighSchool（1987年10月1日 - 1988年3月18日、フジテレビ） - コージ 役
- ワイルドで行こう! BORN TO BE WILD（1988年10月17日 - 1989年3月20日、フジテレビ、【W主演：大沢樹生】） - 麻生治 役
- 花燃える日日 -野望の国・第二部- （1990年1月13日 - 2月10日、日本テレビ） - 童門一平 役
- 名奉行 遠山の金さんシリーズ（1990年 - 1995年、テレビ朝日） - 楠菊太郎 役
  - 名奉行 遠山の金さん　第3シリーズ（1990年7月5日 - 1991年3月28日）
  - 名奉行 遠山の金さん　第4シリーズ 第14話 - 第26話（1992年2月27日 - 7月2日）
  - 名奉行 遠山の金さん　第5シリーズ（1993年3月4日 - 12月16日）
- TBS大型時代劇スペシャル「大忠臣蔵」（1994年1月1日、TBS） - 矢頭右衛門七 役
- 女の言い分（1994年10月13日 - 12月22日、TBS） - 東力 役
- 魔の季節（1995年4月13日 - 6月29日、TBS） - 新谷英樹 役
- 花王 愛の劇場「もういちど家族」（1995年10月30日 - 12月28日、TBS） - 元気 役
- まゆみ（1995年12月29日、NHK）
- 月曜ドラマスペシャル「熊野路伝説殺人事件」（1996年2月12日、TBS）
- 月曜ドラマスペシャル「ダンスパートナー連続殺人 社交ダンス界に渦まく欲望と嫉妬」（1996年8月19日、TBS）
- 新春ワイド時代劇「炎の奉行 大岡越前守」（1997年1月2日、テレビ東京） - 天一坊 役
- 金曜エンタテイメント 「おふくろの歓喜の歌」（2000年5月26日、フジテレビ）
- はぐれ刑事純情派ファイナル 第4話（2005年5月11日、テレビ朝日） - 筒井一也 役
- 執事 西園寺の名推理2 第7話（2019年6月7日、テレビ東京） - 友坂純一郎　役

### バラエティ番組
- アイドル共和国（1990年10月 - 1991年3月、テレビ朝日） - 3代目司会
- 桜っ子クラブ（1991年4月 - 1994年9月、テレビ朝日） - 司会
- アイドルオンステージ（1995年9月 - 1997年3月、NHK-BS2） - 司会
- 愛LOVEジュニア（1996年4月 - 1998年9月、テレビ東京） - 司会
- Kanjani Knight（1997年7月 - 1998年3月、関西テレビ） - 司会[19]
- タモリのネタでNIGHTフィーバー!（1997年10月 - 1998年3月、フジテレビ） - パネラー
- なんじゃに!?関ジャニ（1998年4月 - 1998年9月、関西テレビ） - 司会
- 大人の極上ゆるり旅（2012年8月15日・22日、テレビ東京）
- ウチくる!?（2013年6月23日、フジテレビ）
- おしゃれイズム（2019年9月15日、日本テレビ） ※VTR出演[20]
- プレバト!!（2021年3月4日、MBSテレビ、TBS）
- 有吉の壁2時間SP（2021年6月9日、日本テレビ）※歌唱出演　佐藤アツヒロと共演
- 千鳥のクセがスゴいネタGP超豪華クセキャラ大集結3時間SP（2021年7月8日、フジテレビ）※佐藤アツヒロと共演
- 主治医が見つかる診療所（2021年9月9日、テレビ東京）
- 痛快TV スカッとジャパン（2021年12月20日、フジテレビ）[21]
- ふぉ〜ゆ〜の王道テレビ 〜これにかけてるんで!（2022年1月21日、日テレプラス）
- こんなところでキャンパーズ!（2022年3月30日 - 2025年6月23日、BS松竹東急）※佐藤アツヒロと共演[22]
- バゲット（2022年5月9日、日本テレビ）
- 坂本昌行 GIFT for X（2022年5月10・17・24日、ひかりTV）
- 霜降り明星のゴールデン⭐︎'80S（2022年5月21日、BSフジ・2022年6月1日、フジテレビ）※佐藤アツヒロと共演
- おぎやはぎの愛車遍歴 NO CAR, NO LIFE!（2022年10月1日・2023年1月21日・3月4・11日、BS日テレ）
- しゃべくり007（2022年10月24日、日本テレビ）
- あさパラS（2022年12月17日、読売テレビ）
- 踊る!さんま御殿!!（2023年6月13日、日本テレビ）※佐藤アツヒロと共演[23][24]
- アサデス。KBC（2023年9月5日、KBCテレビ）
- ダウンタウンDX（2024年6月20日、読売テレビ）※佐藤アツヒロと共演[25]
- ぽかぽか  (2024年9月10日、フジテレビ系)  ※佐藤アツヒロと共演
- 7 S.T.A.R.S. 〜7つの答え〜 佐藤アツヒロが繋ぐ光GENJIの現在 第4話・第5話（2025年4月6日・5月4日、WOWOW）[26][27]

### 映画
- あいつとララバイ（1983年12月24日公開、東宝、【主演：少年隊】）
- …これから物語 〜少年たちのブルース〜（1988年12月18日公開、東宝、【主演：光】） - 藤岡茂 役
- ふ・し・ぎ・なBABY（1988年12月18日公開、東宝、【主演：GENJI】）

### ラジオ
- 内海光司のスーパーギャング（1991年7月4日 - 1992年4月2日、TBSラジオ）[28]
- 大竹まこと ゴールデンラジオ!（2011年8月1日、文化放送）
- 三波豊和の歌うラジオ（2015年5月23日、ラジオ日本）
- 特別番組「内海光司と佐藤アツヒロのオールナイトニッポンPremium」（2021年6月19日、ニッポン放送）
- 垣花正「あなたとハッピー！」（2022年5月11日、ニッポン放送）
- 岩本・西森の金曜日のパパたち（2022年12月16日、朝日放送ラジオ）
- 生島ヒロシのおはよう定食・一直線　(2023年7月7日、2023年7月14日、TBSラジオ)
- なべやかんのブヒブヒスパークタイム（2024年3月21日、エフエム世田谷）

### CM
- ハウス食品「とんがりコーン」（1994年 - 1995年）- 赤坂晃と共演

### 舞台・ミュージカル
- ミュージカル・アドベンチャー「ザ・サスケ」／ヒット・パレード（1985年4月 - 5月、梅田コマ劇場）
- 東宝10月特別公演 引越し大名（1991年10月3日 - 30日、東京宝塚劇場）[28]
- たそや行燈（1993年2月、東京宝塚劇場）[29]
- ブロードウェイ ミュージカル 二人でお茶を -No, No, Nanette-（1995年2月9日 - 27日、博品館劇場）[30][31]
- 女の言い分（1995年3月2日 - 26日、芸術座）- 東力 役[30]
- 恋風（1996年4月2日 - 27日、大阪飛天 / 5月4日 - 30日、東京宝塚劇場） - 矢沢誠二 役[32]
- ジャニーズファンタジー 「KYO TO KYO」（1997年8月23日、京都シアター1200）[19]
- 菊がさね ―中節の女菊村利恵治一代記（1997年10月1日 - 30日、東京宝塚劇場）[19]
- 晶子曼陀羅（1998年1月2日 - 29日、帝国劇場） - 鳳籌三郎 役[33]
- 渡る世間は鬼ばかり（1999年6月1日 - 30日、東京芸術劇場） - 本間英作 役[34]
- 女の一生 - 氷室誠美 役
  - 2000年11月1日 - 12月28日、芸術座[35]
  - 2001年1月2日 - 29日、名古屋名鉄ホール[36]
- 花は紅、染千代一座（2001年7月2日 - 27日、東京・明治座）[37] - 鈴木貫次 役[36]
- 港の見える街（2002年1月2日 - 24日、三越劇場 / 1月26日、北野文芸座） - 原一郎 役[38]
- 三越劇場75周年記念 向田邦子小劇場「びっくり箱」（2002年4月17日 - 30日、三越劇場・北野文芸座・長久手町文化の家・森のホール・シアタードラマシティ）[38]
- 新派公演 「ふるあめりかに袖はぬらさじ」（2002年8月24日 - 10月11日） - 藤吉 役[38]
- 「父子鷹」より「新春あばれ獅子」（2003年1月2日 - 28日、明治座） - 麟太郎 役[39]
- アガサ・クリスティ原作 「マウストラップ」 - ジャイルズ・ロールストン 役
  - 「マウストラップ」（2003年3月5日 - 23日、三百人劇場・伊勢崎市文化会館・新神戸オリエンタル劇場・銀座博品館劇場/俳優座劇場）[39]
  - 「マウストラップ〜ねずみとり〜」
    - 2005年7月3日 - 24日、亀戸カメリアホール・三百人劇場・新神戸オリエンタル劇場[40]
    - 2007年9月2日、那須塩原市黒磯文化会館 / 11月1日 - 4日、博品館劇場 / 9月 - 10月中旬、前橋・東北・北海道 / 11月中旬 - 12月中旬、静岡・近畿[41]
    - 2010年4月29日 - 5月5日、俳優座劇場 / 5月8・9日、サンケイホールブリーゼ[42]
- 喜劇 口八丁手八丁!（2003年6月4日 - 28日、帝国劇場）[39]
- 直木賞受賞作品 あかね空（2004年10月3日 - 27日、新橋演舞場） - 栄太郎 役[43]
- 喜劇 桜の園
  - 〜狸は嫁か姑か〜（2005年4月8日 - 24日、三越劇場）[40]
  - -嫁も姑も皆たぬき-（2007年3月3日 - 21日、大阪松竹座）[41]
- 川中美幸特別公演、出雲の阿国（2007年4月29日 - 5月24日、大阪新歌舞伎座） - 三九郎 役[41]
- ファミリー大戦争〜オヤジの嫁さん〜（2008年2月6日 - 24日、三越劇場）[44]
- アガサ・クリスティ原作「名探偵ポワロ ブラックコーヒー」- エドワード・レイナー 役
  - 2009年1月27日 - 2月1日、銀座博品館劇場[45]
  - 2010年10月5日 - 11日、シアター1010 / 10月12・13日、サンケイホールブリーゼ[42]
- 友情 秋桜のバラード（2011年8月24日 - 28日、日本橋三越劇場 / 9月1日 - 7日、渋谷区文化総合センター大和田 伝承ホール / 9月9日、新潟・南魚沼市民会館） - 野本信吾 役[46]
- 4フィール -four feel-（2014年7月 - 8月、青山円形劇場 他）- 岸川達馬 役[47]
- ダブル（2015年6月18日 - 21日、シアター1010）[48]
- 愛のお荷物（2016年5月、日本特殊陶業市民会館/国立文楽劇場 他） - 新木錠太郎 役[49]
- もののふシリーズ「瞑るおおかみ黒き鴨」（2016年9月 天王洲銀河劇場、森ノ宮ピロティホール、北九州芸術劇場 大ホール） - 山縣有朋 役[50]
- 記憶のパズル（2017年2月8日 - 12日、俳優座劇場） - 松岡正臣 役[51]
- 明日の幸福（2018年5月、日本特殊陶業市民会館/国立文楽劇場 他）- 松崎寿雄 役[52]
- 清水次郎長伝（2019年9月6日 - 8日、三越劇場）- 猿屋勘助、熊五郎 役[53]
- かあちゃん（2020年5月、日本特殊陶業市民会館/国立文楽劇場 他）[54]※新型コロナ拡大防止の為上演休止
- 浪漫舞台　新装「走れメロス」～小説太宰治～（2022年3月 大阪・森ノ宮ピロティホール、東京・自由劇場）- 井伏鱒二 役[55]
- 淡海乃海-現世を生き抜くことが業なれば-（2022年5月20日 - 29日、東京ドームシティ シアターGロッソ）- 俺 役[56]
- オリジナルミュージカル「流星の音色」（2022年8月2日 - 17日、新橋演舞場 / 8月21日 - 28日、御園座 / 8月31日 - 9月4日、京都南座 / 9月8・9日、広島文化学園HGBホール） - 海の星の王様 役[57]
- 神津恭介シリーズより「呪縛の家」（2023年8月26日 - 9月3日、サンシャイン劇場 / 9月16日 - 17日、キャナルシティ劇場 / 9月21日 - 24日、サンケイホールブリーゼ） - 菊川隆三郎 役[58][59]
- 音楽朗読劇「手紙」（2024年9月4日 - 8日、博品館劇場）[60]
- 「真夜中のオカルト公務員 The STAGE」（2024年10月9日 - 12日、渋谷区文化総合センター大和田 伝承ホール） - 琥珀 役[61]
- Classic Movie Reading Vol.4「東京物語」（2025年2月5日 - 9日、三越劇場）[62][63]
- 舞台「振り子」（2025年9月6日 - 14日〈予定〉、IMAホール）[64]

### イベント
- KOHJI × aTsuHiRo Happy Christmas EVENT 2020〜イヴの夜からはじめよう～（2020年12月13・19・20日、大阪・堂島リバーフォーラム / 東京・NEW PIER HALL）[54]※佐藤アツヒロとジョイント
- KOHJI × aTsuHiRo 2021 CHRISTMAS EVENT 時をこえたフェスティバル♪～過去と未来の真ん中で～（2021年12月24・25日、大阪・松下IMPホール）[65]※佐藤アツヒロとジョイント
- KOHJI UCHIUMI HAPPY LUCKY･･･vol.1（2022年1月10・11日、東京・NEW PIER HALL）[66]

## 書籍

### 単行本
- 『闘志』集英社、1991年1月22日。{{cite book ja}}:  CS1メンテナンス: 先頭の0を省略したymd形式の日付 (カテゴリ) - 光GENJI全集第6巻
- 『HAPPY!』小学館、1996年1月20日。{{cite book ja}}:  CS1メンテナンス: 先頭の0を省略したymd形式の日付 (カテゴリ) - 写真集

### 雑誌連載
- TV LIFE 「内海光司と佐藤アツヒロのこんなところ旅行記」（2022 No.8 4/29号 - 2025 No.12 6/27号）ワン・パブリッシング）